# Гребінь з кургану Солоха
Гребінь з кургану Солоха — відомий у світі витвір ювелірного мистецтва грецьких ремісників на скіфську батальну тему. Зберігається в музеї Ермітаж.

## Історія знахідки

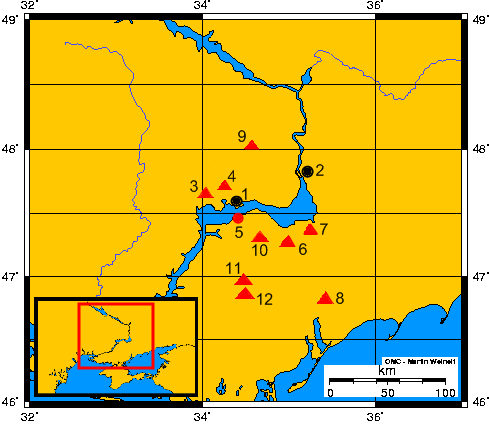
Столиця скіфів Кам'янське городище і т. зв. скіфські «царські» могили в нижній течії Дніпра:
1) Нікополь (сучасне місто)
2) Запоріжжя (сучасне місто)
3) Товста Могила
4) Чортомлик
5) Кам'янське городище
6) Гайманова Могила
7) Васільевські кургани
8) Мелітопольський курган
9) Олександропільський курган
10) Велика Цимбалка
11) Козел
12) Огуз

Гребінь було знайдено у 1913 році в результаті досліджень кургану Солоха професором Миколою Івановичем Веселовським в 1912–1913 роках. Веселовський став першим дослідником, що досліджував серед інших курган Солоха в окупованій на той час Російською імперією Україні.
Після виявлення знахідка разом з іншими експонатами (шолом, золоті браслети) були вивезені на територію імперії і поміщені в музей Ермітаж.

### Курган Солоха
Курган має дві назви: Могила-Знаменська і Солоха. Географічно розташований на лівому березі Дніпра неподалік від сучасного міста Нікополь.
Дослідження кургану проводилися у 1912–1913 роках. До розкопок професора Веселовского М. І. курган мав вигляд земляного пагорба вісімнадцяти метрів заввишки, а його діаметр сягав 100 метрів. В кургані було відкрито дві усипальні. У центральному приміщенні, пограбованому ще в давнину, були знайдені кістки покійника, амфора, бронзові вістря до стріл, золоті бляшки, голка тощо. За залишками кістяка встановлено, що похована вельможна жінка.
Друга поховальна комора належала особі, яку вважають скіфським «царем». Поховання не було пограбованим, а окрім решток самого скіфа виявили:
- зброєносця царя (кістяк);
- його слугу (кістяк);
- кістяки п'яти коней;
- царського конюха (кістяк).

На кістяку особи, котру вважають вельможною особою або царем, було знайдено п'ять пластинчастих браслетів: три на правиці і два на лівій. Біля нього були покладені бронзовий шолом греко-скіфської роботи, бронзова булава, шедевр золотарського мистецтва — золотий гребінь, срібний посуд грецької роботи тощо.

## Солохський золотий гребінь
Солоський гребінь 12,3 сантиметрів заввишки, його вага — 294,1 грами. Має три яруси (знизу уверх):
- сам гребінь з чотиригранних зубців, яких дев'ятнадцять
- фриз з зображеннями левів, яких п'ять
- скульптурна група з батальною сценою.

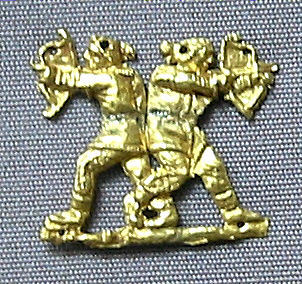
Два скіфських вояки. Золота бляшка 4 ст. до н. е.

Два нижні яруси — своєрідний постамент для кінних і піших скіфських вояків. Крайній праворуч щойно втратив коня, що лежить долу. Але відчайдух продовжує двобій з вельможним вершником в царських обладунках. Вершнику на допомогу поспішає простий вояк з коротким мечем і щитом. Увагу дослідників привернули два вояки в грецьких шоломах. Хоча їх одяг скіфський, але належать вони до скіфської аристократії. Особливо це видно по вбранню вершника, захищеного пластинчатим обладунком скіфських вельмож. Найпростіше вбрання у вояка ліворуч. Сцена добре передає драматизм запеклого двобою, що через мить закінчиться смертю одного з вояків.
Композиція зберігає трикутну побудову. Фігури бічних вояків симетричні, але деталі одягу роблять їх індивідуальними. Симетрію порушує і фігура убитого коня, додаючи композиції сміливості несподіваним ракурсом і реалізму точно відтвореної деталі реальних боїв.
Гребінь створено чеканом, частка деталей виготовлена окремо і припаяна пізніше. Тонкі деталі пророблені карбуванням (волосся і бороди вояків, гриви коней, візерунки на одязі скіфів). Фігура вершника має близькість до фігур вершників, відомих дослідникам за скульптурним фризом храму Парфенон у Афінах. Подібний витвір золотарства — своєрідний високий щабель грецького ремесла на замову скіфської аристократії. Пошук аналогів гребня привів до бронзових виробів гіршої якості попередніх епох, відомих з доби бронзи та раннього заліза.
Дещо близькими до солоського золотого гребня за часом створення були і знахідки грубіших гребенів з інших матеріалів, знайдені в одному з Частих курганів поблизу міста Вороніж, в другому Семибратньому кургані на Тамані, і менш досконалий гребінь з кургану Куль-Оба. Всі вони — кістяні або дерев'яні. Гребні з цих курганів не зменшують унікальності витвору з кургану Солоха і вселяють надію, що нові розкопки скіфських курганів можуть подарувати ще один подібний зразок.

## Місце виготовлення
Логічним місцем виготовлення подібного твору були землі, що межували з землями скіфів або фракійців. Перш за все це Боспорське царство, Північне Причорномор'я і Македонія. Остання викликає зацікавленість і через близькість до значних мистецьких центрів давньогрецької цивілізації, і через контакти зі скіфами і фракійцями, і через поклади золота, яких нема поблизу Ольвії, Пантікапею чи Херсонесу. Солохський золотий гребінь додав значних стимулів до нових гіпотез, нових досліджень і нових наукових проблем.

## Щодо інтерпретації сюжету батальної сцени
Найцікавішою та найоригінальнішою є думка, що на гребні зображено протистояння між синами Аріапейта — Октамасадом (вершник) та Оріком (піший воїн) з однієї та Скілом (піший воїн з елементами фракійського та грецького озброєння) з іншої сторони.